# バーゼル大学

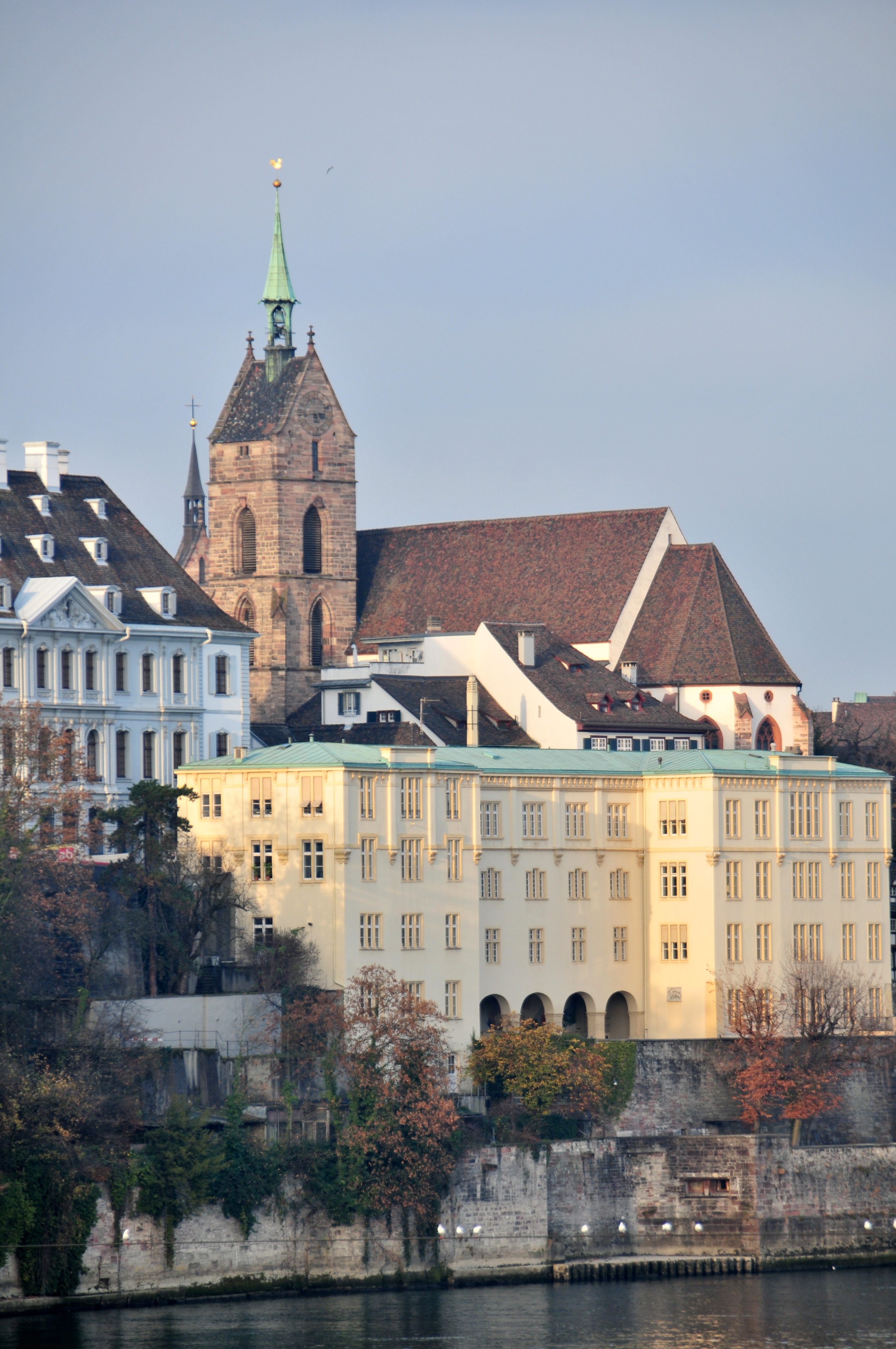

バーゼル大学（英語: University of Basel、公用語表記: ドイツ語: Universität Basel）は、スイスバーゼルに本部を置くスイスの公立大学。1460年創立、1460年大学設置。

## 沿革
1432年、バーゼル公会議により、パリ大学・ ボローニャ大学をモデルとする高等教育機関が創設されたが、会議の他所への移行とともにこれは解消した。その後、バーゼル市参事会の請願に応じローマ教皇 ピウス2世の1459年11月12日付けの勅書によりボローニャ大学を模範とするバーゼル大学が設立され、1460年4月4日をもって開学した。定款lは 1447年設立のエアフルト大学のものに近いものであった。4学部、11正規講座・1特別講座を計画した。人事権は実質的に市参事会が掌握した。教師陣は国際的であったが、学生はドイツ南部、アルサス、スイス出身者が多くを占めた。設立当初10年間の平均学生数は約260人であったが、各地に大学が設立され、また政治状況の変化により学生数は減少を続けた  。
スイス最古の大学である。卒業者にユングなどがいる。
現代では、熱帯医学や地球科学、天文学、スラブ学で知られている。

## 学部
7つの学部を置く。
- 神学部（Theologische Fakultät）
- 法学部（Juristische Fakultätt）
- 医学部（Medizinische Fakultätt）
- 哲学・歴史学部（Philosophisch-Historische Fakultätt）
- 哲学・自然科学部（Philosophisch-Naturwissenschaftliche Fakultätt）
- 経営・経済学部（Wirtschaftswissenschaftliche Fakultätt）
- 心理学部（Fakultät für Psychologiet）

## 関係者

### 教員
エラスムスやパラケルスス、セバスティアン・ブラント、ベルヌーイ、ブルクハルト、オイラー、イェーリング、ニーチェ、ヤスパース、カール・バルトなどがここで教鞭を執った。

### 卒業生
- レオンハルト・オイラー - 数学者
- フルドリッヒ・ツヴィングリ - 宗教改革者
- カール・グスタフ・ユング - 心理学者
- マリオン・G・デーンホフ - 著作家
- クルト・ヴュートリッヒ - 化学者、ジョン・フェン及び田中耕一と共にノーベル化学賞
- パウル・ヘルマン・ミュラー - 化学者、ノーベル生理学・医学賞
- クリスティアーネ・ニュスライン＝フォルハルト - 生物学者、ノーベル生理学・医学賞
- ジャック・ドゥボシェ - 生物物理学者、ノーベル生理学・医学賞
- ロルフ・ツィンカーナーゲル - 医学者、ノーベル生理学・医学賞
- シャルル・ゴバ（アルバート・ゴバ） - ノーベル平和賞

## 関連研究所
- バーゼル・ガバナンス研究所（Basel Institute on Governance）
- フリードリヒ・ミーシャー研究所（Friedrich-Miescher-Institut）
- バーゼル分子臨床眼科学研究所（Institut für molekulare und klinische Ophthalmologie Basel）
- スイス熱帯公衆衛生研究所（Schweizerisches Tropen- und Public-Health-Institut）
- スイスピース（Swisspeace）
- スイス救急・災害医学センター（Schweizerisches Zentrum für Rettungs-, Notfall- und Katastrophenmedizin）

また、バーゼル大学はチューリッヒ工科大学（スイス連邦工科大学チューリッヒ校）バイオシステム学科と緊密な協力関係を維持している。